# Barbara Olson
Barbara Kay Olson (nascuda Barbara Bracher; Houston, Texas, 27 de desembre de 1955 - El Pentàgon, Washington D.C. 11 de setembre de 2001) va ser una advocada i comentarista de televisió estatunidenca d'ideologia conservadora que va treballar per la CNN i per Fox News, entre d'altres. Va ser passatgera del vol 77 d'American Airlines quan es dirigia al programa televisiu de Bill Maher Politically Incorrect, en un vol que es va estavellar a El Pentàgon, l'11 de setembre de 2001. El seu pla original havia estat volar a Califòrnia el 10 de setembre, però va posposar la seva sortida fins al matí de l'endemà per tal de poder passar la nit amb el seu marit, el llavors Procurador General dels Estats Units Theodore Olson, en el seu aniversari, l'11 de setembre.

## Joventud
Olson va néixer amb el nom de Barbara Kay Bracher a Houston, Texas, el 27 de desembre de 1955. La seva germana gran, Toni Bracher-Lawrence, va ser membre de l'Ajuntament d'Houston de 2004 a 2010. Es va graduar al Waltrip Institute.

## Vida personal

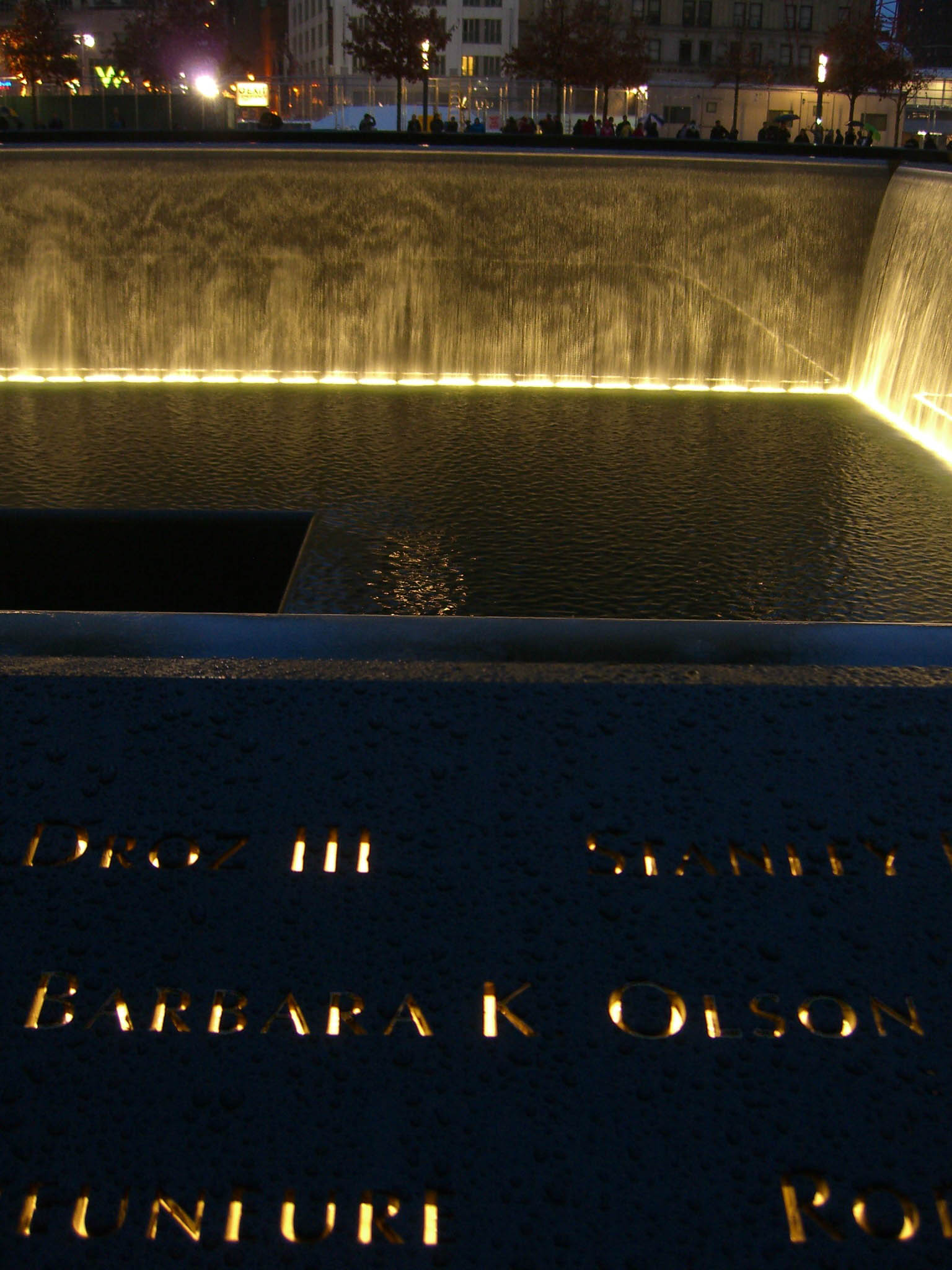
El nom d'Olson es troba en el Plafó S-70 del Memorial Nacional 11 de Setembre, juntament amb el dels altres passatgers del Vol 77.

Es va casar amb Theodore Olson l'any 1996, esdevenint la seva tercera muller.
Olson era una crítica freqüent de l'administració de Bill Clinton i va escriure un llibre sobre la llavors primera dama Hillary Clinton, Hell to Pay: The Unfolding Story of Hillary Rodham Clinton (1999). El segon llibre d'Olson, The Final Days: The Last, Desperate Abuses of Power by the Clinton White House, va ser publicat pòstumament.

## Mort i llegat
Olson era passatgera del Vol 77 d'American Airlines quan es dirigia al programa televisiu de Bill Maher Politically Incorrect, en un vol que es va estavellar a El Pentàgon, l'11 de setembre de 2001. El seu pla original havia estat volar a Califòrnia el 10 de setembre, però va posposar la seva sortida fins al matí de l'endemà per tal de poder passar la nit amb el seu marit, el llavors Procurador General dels Estats Units Theodore Olson, en el seu aniversari, l'11 de setembre. El nom d'Olson apareix en el Memorial Nacional 11 de setembre, en el Plafó S-70 de la South Pool, juntament amb el dels altres passatgers del Vol 77.